# Ryan Braun
Ryan Joseph Braun (Mission Hills, 17 novembre 1983) è un ex giocatore di baseball statunitense.
Anche suo Fratello minore, Steve Braun, ha giocato a baseball come professionista con i Brewers, con cui firmò nel 2008 e militò fino al 2010 nella minor league.

## Carriera

### Inizi e Minor League (MiLB)
Braun è nato a Mission Hills in California da Joe, ebreo di religione ebraica, che nato in Israele emigrò negli Stati Uniti all'età di sette anni, e Diane di religione cattolica. La maggior parte della sua famiglia paterna, fu assassinata dai nazisti durante la Shoah. frequentò la Granada Hills High School di Granada Hills e successivamente l'University of Miami di Coral Gables, dove fu per due volte giocatore dell'anno e nominato "Freshman of the Year" dalla rivista Baseball America nel 2003.
Braun venne selezionato nel primo turno (come 5ª scelta assoluta) del draft MLB 2005 dai Milwaukee Brewers, che lo assegnarono alla classe Rookie il 26 giugno. L'8 luglio venne promosso nella classe A. Iniziò la stagione 2006 nella classe A-avanzata e il 22 giugno ottenne la promozione nella Doppia-A. Sempre nel 2006 venne premiato con il Robin Yount Performance Award, assegnato dalla franchigia al miglior giocatore dell'anno nella Minor League. Iniziò la stagione 2007 nella Tripla-A.

### Major League (MLB)
Debuttò nella MLB il 25 maggio 2007, al Petco Park di San Diego contro i San Diego Padres. Schierato come terza base titolare, ottenne il primo punto battuto a casa nel sesto inning e colpì la sua prima valida, un doppio con RBI, nel settimo inning, entrando a punto subito dopo grazie al fuoricampo del compagno di squadra J.J. Hardy. Il 26 maggio sempre contro i Padres, batté il suo primo fuoricampo nel secondo turno dei quattro affrontati durante la partita e successivamente realizzò altre due valide e la sua prima base rubata. Venne nominato esordiente del mese a giugno, riconoscimento che ricevette anche a luglio assieme a quello di giocatore del mese. Concluse la stagione con 113 partite disputate nella MLB e 34 nella Tripla-A.
Al termine della stagione venne nominato esordiente dell'anno della National League.
Nel 2008 venne convocato per il suo primo All-Star Game e gli venne assegnato il primo Silver Slugger Award (ottenne la convocazione per l'evento e il premio per cinque stagioni consecutive fino al 2012). A luglio, venne nominato giocatore del mese. Conclusa la stagione regolare con 151 partite disputate (tutte nella MLB), partecipò per la prima volta la post-stagione, arrivando con la squadra fino alle Division Series.
Nel 2009 si piazzò al primo posto nella classifica dei giocatori con il maggior numero di valide realizzate nella NL, mentre nel 2010 si classificò al secondo posto della lega.
Nel post-stagione, la squadra arrivò fino alle League Championship Series, dove però vennero sconfitti dai Cardinals. Braun totalizzò un fuoricampo su nove valide, quattro RBI e una base rubata durante le Division Series e un fuoricampo con otto valide complessive e sei RBI durante le Championship Series. Al termine della stagione 2011, Braun venne nominato MVP della National League.
Nel 2013 venne sospeso per 65 partite per uso di sostanze vietate dal regolamento MLB. Chiuse la stagione con 61 partite disputate.
Nel 2015 ricevette la sua sesta e ultima convocazione per agli All-Star Game.
Nel post-stagione 2018, Braun partecipò per la seconda volta in carriera alle League Championship Series, totalizzando sette valide, quattro RBI e una base rubata, mentre durante le Division Series aveva realizzato cinque valide e una base rubata. I Brewers furono infine sconfitti dai Dodgers durante le NLCS.
Il 29 ottobre 2020, divenne free agent per la prima volta in carriera. Braun annunciò il ritiro dal baseball professionistico il 14 settembre 2021.

## Nazionale
Con la nazionale di baseball degli Stati Uniti d'America ha disputato il World Baseball Classic 2009 e il World Baseball Classic 2013.

## Abilità

### Battuta
Braun si affermò in battuta al primo posto della lega in valide nel 2009 (203) e secondo nel 2010 (188), successivamente si piazzò secondo della NL in media battuta nel 2011 (.332) e terzo nel 2012 (.319), anno quest'ultimo in cui chiuse primo per numero di home run realizzati (41), secondo in RBI (112) e nuovamente secondo in valide realizzate (191) e fu anche il giocatore a segnare più punti (108) e a totalizzare più basi (356) della lega. Braun guidò inoltre per tre volte la classifica in extra-bases nel 2008 (83), 2011 (77) e 2012 (80). I suoi 128 fuoricampo realizzati fino al 2010, fu l'ottava migliore prestazione di un giocatore nelle sue prime quattro stagioni. Entrò inoltre due volte nel club 30-30 nel 2011 (33-33) e 2012 (41-30) per aver realizzato almeno 30 fuoricampo e 30 basi rubate in una singola stagione.

### Difesa
In difesa, Braun fu il migliore esterno in assoluto per percentuale di presa della stagione 2008 e il miglior esterno sinistro in percentuale nel 2009 e 2011.

## Premi

### Individuali
- MVP della National League: 1

2011
- Esordiente dell'anno della National League

2007
- MLB All-Star: 6

2008, 2009, 2010, 2011, 2012, 2015
- Silver Slugger Award: 5

2008, 2009, 2010, 2011, 2012
- Capoclassifica della National League in fuoricampo: 1

2012
- Capoclassifica della National League in valide: 1

2009
- Giocatore del mese: 4

NL: luglio 2007, luglio 2008, aprile e settembre 2011
- Esordiente del mese: 2

NL: giugno e luglio 2007
- Giocatore della settimana: 4

NL: 10 maggio 2009, 8 agosto 2010, 24 aprile 2011, 24 maggio 2015

### Record
- Sporting News NL Rookie of the Year (2007)
- Baseball America Rookie of the Year (2007)
- Baseball Internet Baseball NL Rookie of the Year (2007)
- Major league rookie slugging percentage record (.634, 2007)
- 30-30 club (2011)

## Vita privata
Braun è cresciuto come tifoso dei Los Angeles Dodgers. È sposato con Larissa, sua moglie, e ha tre figli: Celine nata nel 2014, Greyson nato nel 2017 e Carter nato nel 2020.
Riguardo alle sue origini a affermato: di essere ebreo ed "estremamente orgoglioso di essere un modello per i giovani bambini ebrei." precisando però di non trasformare la sua identità ebraica "in qualcosa che non è. Non ho ricevuto il Bar Mitzvah e non festeggio durante le feste religiose."
Ha sviluppato la sua firma di moda per la linea d'abbigliamento Affliction. Ha inoltre firmato accordi con Cytosport, un produttore di supplemento Nike, Wilson e Sport Mikita per autografi e oggetti memorabilia.
Ha respinto una richiesta dell'emittente televisiva ABC per uno show televisivo " The Bachelor ".